# Powiat olsztyński
Powiat olsztyński (Olsztyn Distrikt) er en powiat i Polen i województwo warmińsko-mazurskie (Ermland-Massurien). Olsztyn er administrationsby for powiaten, skønt den ikke tilhører den, men er en selvstændig adminstrativ enhed også. Powiaten indeholder tolv gminaer, har et areal på 2.840,29 km² og et indbyggertal på 113.529 pr. 2006.
53°47′N 20°30′Ø / 53.78°N 20.5°Ø